# Pasítea
En la mitología griega, Pasítea o Pasitea   es una de las «juveniles Gracias» que aparece en los textos homéricos.
En la Ilíada la diosa Hera jura ante el Sueño (Hipnos) que le dará a Pasítea en matrimonio, a cambio de provocar el sueño en Zeus, con la intención a aprovechar su ausencia para favorecer a los aqueos en la batalla que estaba teniendo lugar frente a los troyanos. Homero añade además que Hipnos «sin cesar la anhela todos los días».  En las fuentes tardías, Hipnos ya aparece casado con Pasítea.
En Las metamorfosis de Ovidio, se menciona que el Sueño (Somnus) tuvo unos mil hijos, los Ensueños (Somnia), entre ellos Morfeo, Fobétor y Fantaso, pero no se menciona la identidad de su madre.
En los textos hesiódicos Pasítea corresponde a una de las cincuenta nereidas.  Pasítea es hija de Hera en una versión menor, en la que no se menciona el padre.  Curiosamente en la misma obra se dice que su padre fue Dioniso, pero no se menciona a Hera.  Al menos una versión dice que las Gracias eran hijas de Zeus y Hera entre otras dos opciones: Zeus y Eurínome (hija de Océano), o bien Zeus y Evante (hija de Urano).  Una versión tardía nos dice que Pasitea, Eufrósine y Egíale fueron hijas de Júpiter y una tal Autónoe.
Corresponde a la personificación de la relajación, la meditación, las alucinaciones y todos los demás estados alterados de conciencia.